# Brugg Group
Die BRUGG Group AG (ehemals Kabelwerke Brugg AG Holding) ist eine auf Seiltechnik, Rohrsysteme, Prozessleittechnik und Kabelsysteme spezialisierte Schweizer Industriegruppe mit Sitz in Brugg. 
Ursprünglich als Kabelfabrik gestartet, hat sich der Betrieb zu einem bedeutenden Industrieunternehmen entwickelt. Heute beschäftigt die Aktiengesellschaft über 2200 Mitarbeitende und bietet mit 19 Produktionsstandorten und 27 Vertriebsniederlassungen in 22 Ländern weltweit innovative Lösungen für den Infrastrukturausbau. Beteiligt sind verschiedene Unternehmensfamilien darunter Wartmann und Merker. 
Zu den Tochterfirmen der BRUGG Group zählen BRUGG eConnect, BRUGG Fatzer, BRUGG Geobrugg, BRUGG Lifting, BRUGG Pipes, BRUGG Real Estate und BRUGG Rittmeyer.

## Geschichte

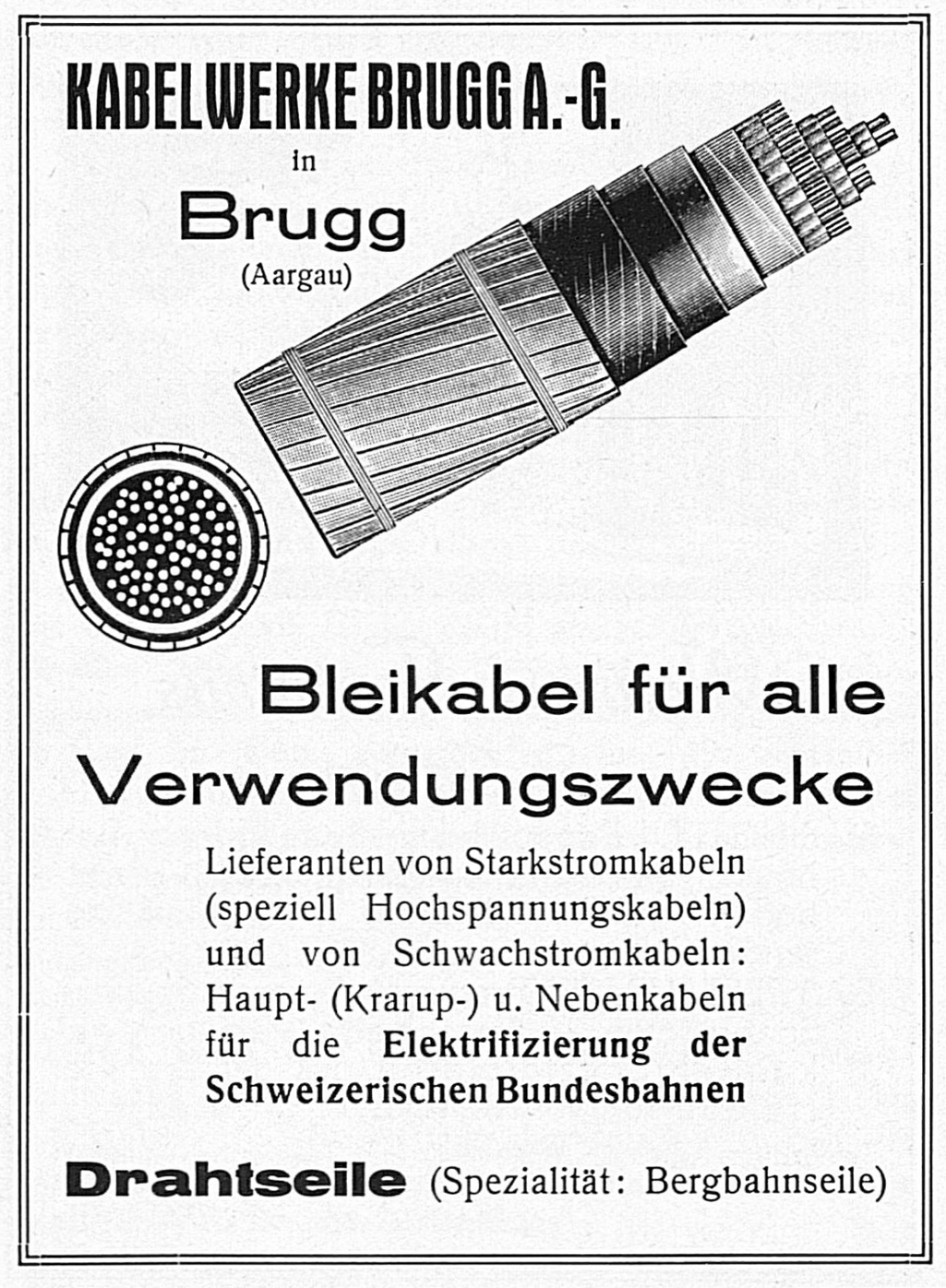
Inserat der Kabelwerke von 1927 mit Abbildung eines Bleikabels

Das Unternehmen wurde 1896 als Filiale der 1864 gegründeten Herisauer Einzelfirma Gottlieb Suhner beim Bahnhof Brugg gegründet. Bis 1908 gehörte die Brugger Filiale Otto Suhner sen., ältester Sohn des Firmengründers, wurde dann aber in eine Aktiengesellschaft umgewandelt und der Aktionärskreis erweitert.
Unter der Leitung von Walter Dübi entwickelte sich die Kabelwerke Brugg zwischen 1911 und 1945 zu einem Industrieunternehmen, die Mitarbeiterzahl wuchs von 60 auf 500. Das Unternehmen stellte hauptsächlich Drahtseile und Kunststoffkabel für Energieverteilung, Nachrichtenübermittlung und Bergbahnen her.
Ab den 1970er Jahren entwickelte sich das Unternehmen mit der Übernahme verschiedener Firmen und der Ausweitung der Aktivitäten auf Prozessleittechnik und Rohrsysteme zu einer international tätigen Gruppe.
Am 1. März 2020 wurde die Brugg Kabel AG, eine der bisher 5 Divisionen der Brugg Group, an die italienische Terna-Gruppe verkauft.
Im Februar 2025 wurde bekannt, dass die Kabelproduktion in Windisch (Brugg eConnect) bis Juni 2025 geschlossen wird.

## Kartell
Am 2. April 2014 hat die Europäische Kommission in einem Verfahren gegen die beteiligten 11 Hersteller im Hochspannungs-Kabelkartell Geldbußen von insgesamt knapp 302 Mio. Euro verhängt. Brugg erhielt eine Geldbuße von 8,49 Mio. Euro.

## Tätigkeitsgebiet
Die Aktivitäten der Brugg Group umfassen die vier Geschäftsbereiche Kabelsysteme, Seiltechnik, Rohrsysteme und Prozessleittechnik. Darüber hinaus ist das Unternehmen mit einer eigenen Immobiliengesellschaft auch im Immobilienbereich tätig.

### Kabel, Zubehör und Systemlösungen für Energieübertragung und -verteilung
Der Geschäftsbereich Kabelsysteme, der unter dem Namen BRUGG eConnect auftritt, entwickelt, produziert und vertreibt Kabel und Kabelsysteme für unterschiedliche Anwendungen in den Bereichen, E-Mobilität, Industrie und Windenergie.

### Seiltechnik
Im Bereich der Seiltechnik hat sich das Unternehmen mit ihren Tochtergesellschaften BRUGG Geobrugg, BRUGG Fatzer und BRUGG Lifting auf die Marktsegmente Seilbahnen und Skiliftanlagen, Aufzugsanlagen, Schutzverbauungen, Seilbauwerke, Architekturseilsysteme und Microcables spezialisiert.

### Rohrsysteme
Der Geschäftsbereich Rohrsysteme (BRUGG Pipes) umfasst Lösungen für Nah- und Fernwärme, Industrie, Tankstellen sowie Systempakete im Bereich der erneuerbare Energien.

### Prozessleitsysteme
Mit der Tochtergesellschaft BRUGG Rittmeyer ist das Unternehmen auf Anlagen der Mess- und Leittechnik sowie auf Messsysteme spezialisiert. Diese werden in der Umwelt-, Sicherheits- und Automatisierungstechnik eingesetzt, unter anderem in der Produktion von Trinkwasser, Gas und Elektrizität sowie beim Betrieb von Kläranlagen und Kanalisationssystemen.